# Simulium roquemayu
Simulium roquemayu är en tvåvingeart som beskrevs av Coscaron 1985. Simulium roquemayu ingår i släktet Simulium och familjen knott.
Artens utbredningsområde är Bolivia. Inga underarter finns listade i Catalogue of Life.